# 肯普米爾 (馬里蘭州)
肯普米爾（英語：Kemp Mill）是位於美國馬里蘭州蒙哥馬利縣的一個普查規定居民點。

## 人口
根據2020年美國人口普查的數據，肯普米爾的面積為6.57平方千米，當中陸地面積為6.50平方千米，而水域面積為0.07平方千米。當地共有人口13378人，而人口密度為每平方千米2,036.23人。